# Robert Dudley Baxter
Robert Dudley Baxter (Doncaster, 1827 – Hampstead, 1875) è stato un economista britannico.
Fu valente statistico e studiò soprattutto la politica economica del Regno Unito; tra le sue opere si citano La tassazione del Regno Unito (1869) e Debiti nazionali nel mondo (1871).